# 灣仔（會展新翼）巴士總站
灣仔（會展新翼）巴士總站（英語：Wan Chai (Convention Centre) Bus Terminus）是香港灣仔一個巴士總站，位於香港會議展覽中心新翼博覽道出口，靠近會展及金紫荊廣場。
而111R的總站是於博覽道東香港會議展覽中心第二期對面之巴士總站。

## 總站路線資料

### 城巴15B線
- 灣仔（會展新翼） ↔ 山頂

### 過海隧道巴士111R線
- 灣仔（會展新翼） → 觀塘（裕民坊）（只限特別日子服務）

### 過海隧道巴士961線
- 屯門（山景邨） ↔ 灣仔（會議展覽中心）

## 途經路線資料

### 過海隧道巴士H1線
- 中環（天星碼頭） ↔ 尖沙咀（漢口道）

### 過海隧道巴士H2線
- 中環（天星碼頭） ↔ 尖沙咀（漢口道）

## 車坑分佈
| 車坑分佈（以入口最左邊起計） | 車坑分佈（以入口最左邊起計） | 車坑分佈（以入口最左邊起計） |
| 車坑編號                     | 車坑數目                     | 路線                         |
| ---------------------------- | ---------------------------- | ---------------------------- |
| 1                            | 雙坑                         | 城巴15B線                    |
| 2                            | 雙坑                         | 過海隧道巴士961線            |

## 外部連結
- 灣仔（會展新翼）巴士總站 （页面存档备份，存于），城巴
- 九巴 （页面存档备份，存于）